# Conocephaloides
Conocephaloides is een geslacht van rechtvleugeligen uit de familie sabelsprinkhanen (Tettigoniidae). De wetenschappelijke naam van dit geslacht is voor het eerst geldig gepubliceerd in 1899 door Perkins.

## Soorten
Het geslacht Conocephaloides  is monotypisch en omvat slechts de volgende soort:
- Conocephaloides hawaiiensis (Perkins, 1899)